# 岩手県高等学校の廃校一覧
岩手県高等学校の廃校一覧（いわてけんこうとうがっこうのはいこういちらん）とは、岩手県の廃校となった高等学校の一種。対象となるのは学制改革（1948年）以降に廃校となった高等学校と分校である。名称は廃校当時のもの。廃校時に属していた自治体が合併により消滅している場合は現行の自治体に含める。また現在休校中の学校は公式には存続していることとなっているが、休校中の学校は事実上廃校となっている場合が多いため、便宜上本項に記載する。

## 公立高等学校

### 盛岡広域振興圏

#### 盛岡市
- 岩手県立盛岡南高等学校（2025年不来方高校と統合し、岩手県立南昌みらい高等学校へ）[1]

#### 紫波郡
- 岩手県立不来方高等学校（2025年盛岡南高校と統合し、南昌みらい高へ）[1]

### 県南広域振興圏

#### 奥州市
- 岩手県立江刺高等学校広瀬分校[2]
- 岩手県立江刺高等学校伊手分校（1971年）[3]
- 岩手県立江刺高等学校玉里分校（同上）[4]
- 岩手県立江刺高等学校梁川分校（1972年）[5]
- 岩手県立水沢高等学校定時制南都田分校（1959年若柳分校と統合し胆沢分校となり、1975年胆沢高として独立）[6]
- 岩手県立水沢高等学校定時制若柳分校（1959年南都田分校と統合し胆沢分校となり、1975年胆沢高として独立）[6]
- 岩手県立江刺高等学校（1980年岩手県立岩谷堂農林高等学校へ統合）[7]
- 岩手県立岩谷堂農林高等学校（2009年岩谷堂高へ統合）[7]
- 岩手県立胆沢高等学校（2008年岩手県立水沢高等学校へ統合）[6]

#### 一関市
- 岩手県立一関高等学校〈初代〉（1949年統合により一関高〈2代目〉となり、1951年岩手県立一関第一高等学校へ改称）[8]
- 一関市立女子高等学校（同上）[8]
- 組合立一関農業高等学校（同上）[8]
- 岩手県立一関第二高等学校〈旧〉（1949年一関高〈2代目〉となるも、1951年岩手県立一関第二高等学校〈新〉として再独立）[8][注釈 1]
- 岩手県立一関第一高等学校定時制真滝分校（1963年）[8]
- 岩手県立千厩高等学校定時制薄衣分校（1964年）[10]
- 岩手県立一関第一高等学校定時制厳美分校（1965年）[8]
- 岩手県立千厩東高等学校（2002年岩手県立千厩高等学校へ統合）[10]
- 岩手県立一関農業高等学校（2004年一関第二高へ統合）
- 岩手県立大原商業高等学校（2006年岩手県立大東高等学校へ統合）[11]
- 岩手県立藤沢高等学校（2008年千厩高へ統合）[10]

#### 花巻市
- 岩手県立東和高等学校（2008年岩手県立花巻北高等学校へ統合）[12]

#### 北上市
- 岩手県立北上農業高等学校（2003年岩手県立花巻農業高等学校へ統合）[13]

#### 遠野市
- 岩手県立遠野高等学校定時制上郷分校（1951年）[14]
- 岩手県立遠野高等学校定時制土淵分校（1960年募集停止）[14]
- 岩手県立遠野高等学校定時制鱒沢分校（1964年募集停止）[14]
- 岩手県立遠野高等学校情報ビジネス校（2008年岩手県立遠野高等学校へ統合）[14]

#### 西磐井郡
- 岩手県立一関高等学校定時制平泉分校（1951年）[8]

### 沿岸広域振興圏

#### 釜石市
- 岩手県立釜石高等学校〈初代〉（1963年釜石南高と釜石北高へ分割）[15]
- 岩手県立釜石商業高等学校（2009年釜石工高と統合し岩手県立釜石商工高等学校へ）[16]
- 岩手県立釜石工業高等学校（2009年釜石商高と統合し釜石商工高へ）[16]
- 岩手県立釜石南高等学校（2008年釜石北高と統合し岩手県立釜石高等学校〈2代目〉へ）[15]
- 岩手県立釜石北高等学校（2008年釜石南高と統合し釜石高〈2代目〉へ）[15]

#### 宮古市
- 岩手県立宮古第一高等学校（1949年宮古第二高と統合し岩手県立宮古高等学校へ）[17]
- 岩手県立宮古第二高等学校（1949年宮古第一高と統合し宮古高へ）[17]
- 岩手県立宮古高等学校定時制課程田老分校（1967年2月26日）[17]
- 岩手県立宮古高等学校刈屋分校（1973年）[17]
- 岩手県立宮古高等学校川井校（2008年）[17]
- 岩手県立宮古工業高等学校（2020年宮古商業高と統合し岩手県立宮古商工高等学校へ）[18]
- 岩手県立宮古商業高等学校（2020年宮古工業高と統合し宮古商工へ）[18]

#### 大船渡市
- 岩手県立大船渡工業高等学校（2008年大船渡農高と統合し岩手県立大船渡東高等学校へ）[19]
- 岩手県立大船渡農業高等学校（2008年大船渡工高と統合し大船渡東高へ）[19]

#### 陸前高田市
- 岩手県立高田高等学校定時制世田米分校（1949年盛高〈現：岩手県立大船渡高等学校〉から移管、1967年閉校）[20]
- 岩手県立広田水産高等学校（2008年岩手県立高田高等学校へ統合）[20]

#### 下閉伊郡
- 岩手県立岩泉高等学校田野畑分校島越分室（1955年）[21]
- 岩手県立岩泉高等学校田野畑分校平井賀分室（1956年）[21]
- 岩手県立岩泉高等学校田野畑分校沼袋臨時教室（1957年）[21]
- 岩手県立岩泉高等学校小本分校（1976年岩手県立岩泉高等学校へ統合）[22]
- 岩手県立岩泉高等学校小川校（2003年岩泉高へ統合）[22]
- 岩手県立岩泉高等学校田野畑校（2012年岩泉高へ統合）[22]

### 県北広域振興圏

#### 久慈市
- 岩手県立久慈農業高等学校〈1949年岩手県立久慈高等学校へ統合）[23]
- 岩手県立久慈農林高等学校（2004年統合により岩手県立久慈東高等学校へ）[24]
- 岩手県立久慈商業高等学校（同上）[24]
- 岩手県立久慈水産高等学校（同上）[24]
- 岩手県立久慈高等学校山形校（2008年）[25]

#### 二戸市
- 岩手県立福岡高等学校浄法寺校（2008年岩手県立浄法寺高等学校を改称、2016年岩手県立福岡高等学校へ統合）[26]
- 岩手県立福岡工業高等学校（2024年一戸高と統合し岩手県立北桜高等学校へ）[27]

#### 二戸郡
- 岩手県立一戸高等学校（2024年福岡工業高と統合し北桜高へ）[27]